# Enyo australis
Enyo australis är en fjärilsart som beskrevs av Rothschild och Jordan 1903. Enyo australis ingår i släktet Enyo och familjen svärmare. Inga underarter finns listade i Catalogue of Life.